# Burrillville
Burrillville es un pueblo ubicado en el condado de Providence en el estado estadounidense de Rhode Island. En el año 2000 tenía una población de 15,796 habitantes y una densidad poblacional de 109.8 personas por km².

## Geografía
Burrillville se encuentra ubicado en las coordenadas 41°58′6″N 71°40′59″O / 41.96833, -71.68306. Según la Oficina del Censo, la ciudad tiene un área total de 148 km² (57,1 mi²), de la cual 143,9 km² (55,6 mi²) es tierra y 4,1 km² (1,6 mi²) (2.76%) es agua.

## Demografía
Según la Oficina del Censo en 2000 los ingresos medios por hogar en la localidad eran de $52,587, y los ingresos medios por familia eran $58,979. Los hombres tenían unos ingresos medios de $39,839 frente a los $28,835 para las mujeres. La renta per cápita para la localidad era de $21,096. Alrededor del 6.1% de la población estaban por debajo del umbral de pobreza.